# Paracladopelma tamanipparai
Paracladopelma tamanipparai är en tvåvingeart som beskrevs av Sasa 1983. Paracladopelma tamanipparai ingår i släktet Paracladopelma och familjen fjädermyggor. Inga underarter finns listade i Catalogue of Life.